# Afrobeat
Ne doit pas être confondu avec Afrobeats.
 (avril 2020).
Genres dérivés
Afrotrap
Genres associés
Makossa, soukous, highlife, Mapouka, Ndombolo
L'afrobeat est un genre musical issu d'un mélange de musique traditionnelle nigériane, de jazz, du highlife ghanéen, de funk et de chant, accompagné de percussions et de styles vocaux, popularisé en Afrique dans les années 1970. Le genre est fondé par le multi-instrumentiste et leader nigérian Fela Kuti, qui lui attribue le nom. Fela utilise pour la première fois le terme d'« afrobeat » à son retour d'une tournée américaine avec son groupe Nigeria '70 (anciennement dénommé Koola Lobitos).

## Histoire
(avril 2020).

### Origines
Les origines de l'Afrobeat remontent au début des années 1920 au Ghana. Des musiciens ghanéens (notamment Osibisa) mêlent des rythmes étrangers, comme ceux du fox-trot (slow-trot) et du calypso notamment, à des rythmes ghanéens ; le highlife est ainsi né.  

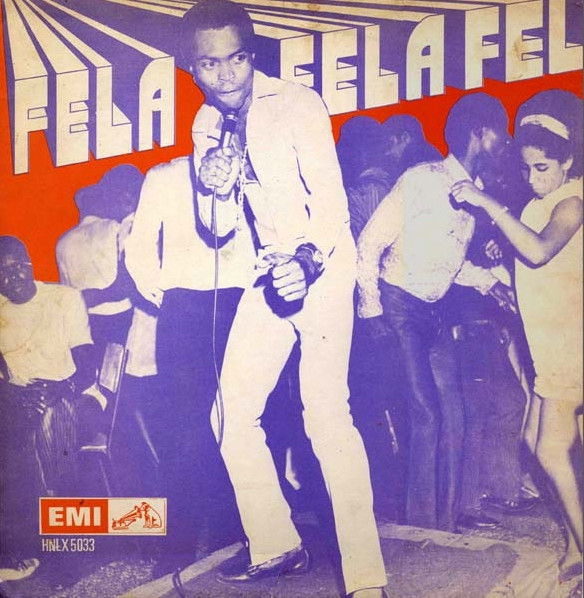
Fela Kuti.

Le highlife était associé à l'aristocratie africaine locale pendant la période coloniale et était joué par de nombreux groupes dans les villes et villages le long des côtes du pays (notamment les Jazz Kings, les Sugar Babies de Cape Coast et l'orchestre d'Accra). Le Nigéria rejoint la nouvelle tendance à la fin des années 1960 sous l'impulsion et le leadership de l'artiste musicien Fela Kuti qui expérimente alors divers genres musicaux de l'époque contemporaine. À l'amorce de cette vague musicale au Nigéria, Fela Kuti change le nom de son groupe pour Africa '70. Le nouveau son sort d'un célèbre club qu'il a créé : Afrika Shrine. Africa '70 tient résidence cinq ans (1970-1975) au club Afrika Shrine. Le son et le rythme de l'afrobeat se développent alors rapidement parmi la jeunesse nigériane.
Grâce au talent de son créateur Fela Kuti, au rythme innovant inventé par le batteur Tony Allen, à la qualité des compositions, ainsi qu'aux textes engagés et satiriques, l'afrobeat devient rapidement très populaire au Nigeria. Il est différent d'autres styles nigérians très populaires comme le jùjú, l'apala et le fuji. Fela invente le terme d'afrobeat et en forge les formes musicales. Elles seront interprétées notamment par son groupe Africa '70, dont la rythmique est menée par le batteur Tony Allen au début des années 1970. En 1977, son groupe change encore de nom et devient Egypt '80. En 1981, Fela Kuti enregistre souvent à Paris, en particulier avec le producteur français Martin Meissonnier. Ce dernier travaille ensuite avec King Sunny Adé, un artiste nigérian de Jùjú.
L'afrobeat se caractérise par une rythmique répétitive (fondée sur peu d'accords, lesquels sont joués en boucle par guitares et claviers) agrémentée de riffs de cuivres puissants et mélodiques. Le genre est intimement lié au contexte politique et urbain dans lequel il a été créé. Il consiste également en une forme de protestation contre la domination de politiciens corrompus et le népotisme de l'oligarchie en place. Il évoque le Nigeria et ses richesses, la population méprisée et une volonté militante de changement social. Fela et son groupe sont alors maltraités par les pouvoirs politiques et les régimes tyranniques qui se sont succédé au Nigeria. Fela Kuti enregistre un grand nombre de disques de grande qualité (réédités pour la plupart par Universal dans les années 2000).

### Popularité internationale
Dès 1975, le groupe éthiopien Ka-La-Ka publie l'album d'afrobeat Soul Ethiopia. En France, c'est au milieu des années 1980 que Ghetto Blaster (avec le chanteur congolais Kiala Nzavotunga) joue de l'afrobeat sur scène et publie son album éponyme. Tony Allen (le batteur créateur de la rythmique afrobeat) publie en 1983 son premier disque en solo, N.E.P.A. (Never Expect Power Always). Après le décès de Fela (1997), l'afrobeat connaît un développement international.
En 2003, le chanteur et guitariste Bruno Blum est le premier français à composer et publier un album d'afrobeat francophone (en collaboration avec Amala, chanteur nigérian qui y interprète un titre en anglais et un duo avec Blum) enregistré à Lagos (Nigeria) avec une vingtaine d'anciens musiciens de Fela Kuti au studio Afrodisia (où Fela a enregistré nombre de ses chefs-d'œuvre). L'album (intitulé Welikom 2 Lay-Gh-Us!) sort chez Ménilmontant International/BMG sous le nom de Amala & Blum, avec une pochette créée par Ghariokwu Lemi (le même qui réalisait les pochettes de Fela). Le single Paris c'est pas funky est largement diffusé sur France Inter en 2003[réf. nécessaire]. Par ailleurs, l'artiste Amala connait le succès avec son premier album, Talala, sorti en 2002 à Lagos.
L'afrobeat a des représentants dans le monde (France, Angleterre, Canada, Israël, États-Unis, Chili, etc.) et figure à l'affiche de nombreux festivals de jazz et musiques du monde. Tony Allen (le batteur à l'origine de l'afrobeat) se fait remarquer avec des concerts de qualité. C'est également le cas de deux des fils de Fela Kuti (d'abord Femi Kuti puis, à partir de 2007, le cadet Seun Kuti) qui tournent dans beaucoup de pays dans les années 2000 en jouant dans le style afrobeat. Aux États-Unis, le groupe The Whitefield Brothers sort un disque remarqué : The Gift. Le genre afrobeat est également porté par d'autres artistes et groupes. Dans les années 1970, l'orchestre béninois Poly rythmo a pu y puisé son succès. Créé en 1997 à Paris, le groupe Massak (dirigé par le guitariste et chanteur camerounais Franck Biyong) est un véritable big band d'afrobeat à géométrie variable qui se produit depuis plus de dix ans sur les scènes de France et du monde depuis le succès, en 2000, de leur single B.L.A (Soul Fire Records) ; Massak fait de nombreux singles, sort sept albums, et réalise (à l'occasion du cinquantenaire des indépendances africaines) l'album concept Visions of Kamerun qui propose un autre regard sur l'afrobeat et son avenir. Originaire de Montpellier, le groupe français Fanga connaît le succès en 2010 (album Sira Ba) avec un afrobeat sophistiqué interprété sur scène; Fanga se produit en avril 2010 au Cabaret Sauvage (Paris) en première partie du groupe d'afrobeat canadien The Souljazz Orchestra.

## Artistes représentatifs

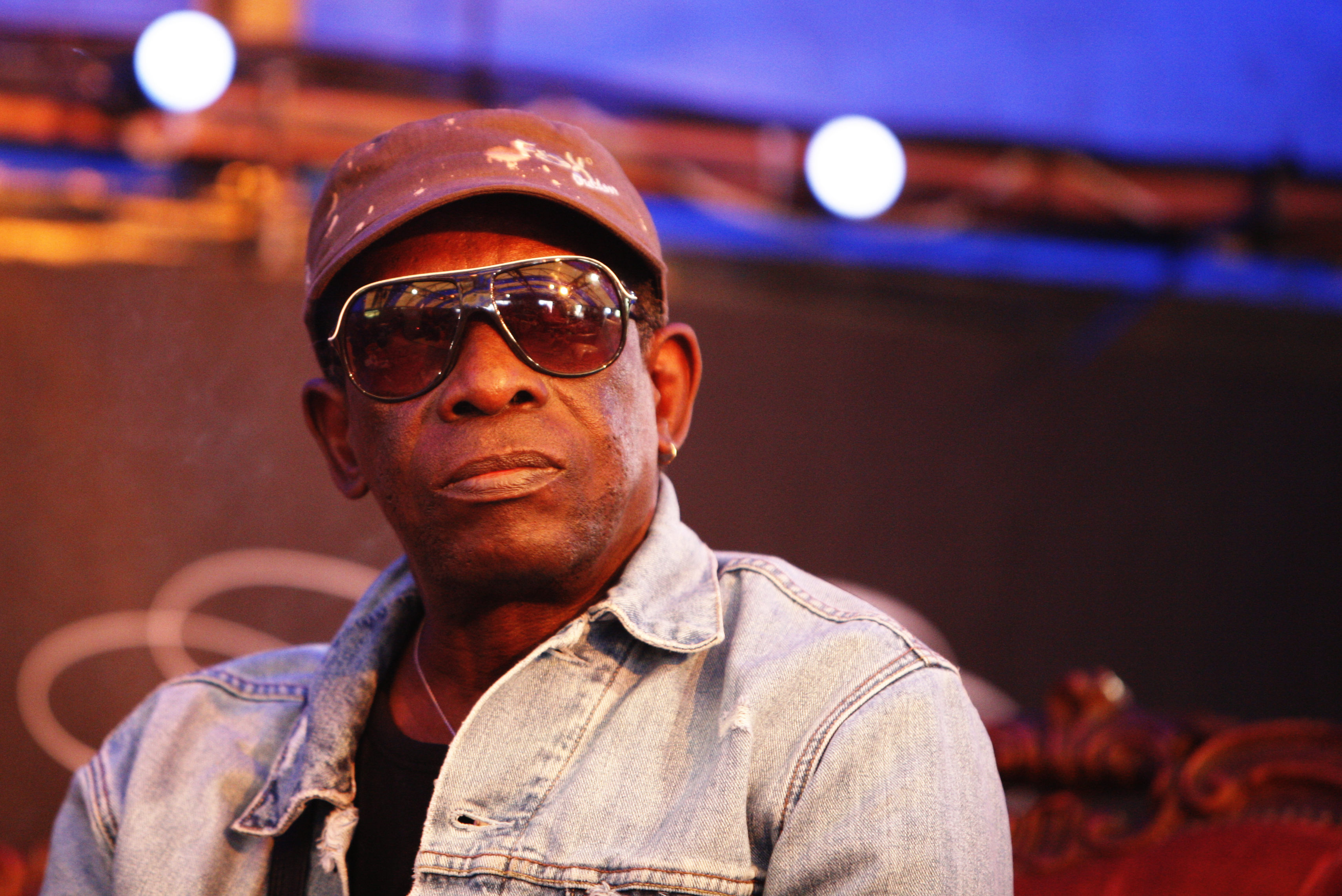
Tony Allen aux Eurockéennes en 2007.

Les artistes et groupes représentatifs du genre incluent Afro Funk, Afro Social Club, Akido, Akoya Afrobeat, Alemayehu Eshete, Anthony Joseph & The Spasm band, Tony Allen, Amala, Antibalas, Manu Dibango, Osibisa, Fela Anikulapo Kuti, Femi Kuti, Seun Kuti, Ebo Taylor, Ernesto Djédjé, Herléo Muntu, Abomey Afrojazz Orchestra & Gbedossou, Newen Afrobeat, Jumbo System, et SHiiKANE, Amadou & Mariam.

## Dans la fiction
- Fela Back to Lagos de Loulou Dédola et Luca Ferrara parue en 2019 aux éditions Glénat  (ISBN 978-2-344-02569-7), sur la vie de Fela Kuti et la création de l'Afrobeat (bande dessinée).